# Régiment Izmaïlovski
Le régiment Izmaïlovski (russe : Изма́йловский лейб-гва́рдии полк), mis sur pied le 22 septembre 1730 à Moscou, est chronologiquement le troisième régiment d'infanterie de la Garde impériale russe. Le colonel et premier chef de la nouvelle garde, le premier écuyer et comte Karl Gustav von Löwenwolde (?-1735) fut promu adjudant-général. Après lui, seuls les membres de la famille impériale de Russie furent les chefs de ce régiment de la garde.

## Historique
Ce régiment fut l'un des plus anciens de l'Armée impériale de Russie. Ne bénéficiant pas d'une grande popularité, l'impératrice Anne Ire de Russie, sur les conseils du baron von Münnich, créa le régiment Izmaïlovski après la promulgation de l'oukase du 22 septembre 1730. Ce régiment reçut le nom d'Izmaïlovski, du petit village d'Izmaïlov situé près de Moscou, berceau ancestral de la famille Romanov.
Le premier chef du régiment Izmaïlovski, l'adjudant-général Karl Gustav von Löwenwolde eut pour mission de recruter des officiers pour encadrer cette nouvelle unité de la Garde impériale. Ils furent choisis dans les provinces Baltes (Livonie, Estonie, et Courlande). En outre, cette nouvelle unité de la garde comptait parmi ses rangs des officiers russes d'origine étrangère, surtout germaniques.
En 1731, cette nouvelle unité de la garde se composait de deux bataillons. Le 22 septembre de la même année, le régiment fut caserné près de l'Amirauté à Saint-Pétersbourg. 
En 1762, deux bataillons de grenadiers et d'artilleurs viennent renforcer les troupes du régiment Izmaïlovski.
En 1770, une unité  se composant de 72 chasseurs fut incorporé au régiment.  
En 1796, les deux bataillons de chasseurs et de canonniers furent transférés au régiment de chasseurs de la garde et dans la 1re brigade d'artillerie de la garde. Le régiment s'accrut de nouvelles unités : le 3e bataillon de la Gatchina, 3e bataillon de Son Altesse le grand-duc Constantin Pavlovitch, le 5e bataillon Maliounine. Le régiment fut également doté de deux compagnies de grenadiers. Chaque bataillon, chaque compagnie fut placée sous les ordres d'un commandant.
En 1796, le personnel du régiment s'accrut du 5e bataillon de Mousquetaire et d'une compagnie de grenadiers
Le 17 mars 1800, le régiment fut renommé régiment de la garde de Son Altesse Impériale Constantin Pavlovitch.
En 1800, une nouvelle compagnie de Grenadiers fut formée.
Le 28 mai, cette unité de la garde prit le nom de régiment de Son Altesse Impériale Nicolas Pavlovitch. 
En 1801, il reprit son nom de régiment de la garde Izmaïlovski. Le régiment était cantonné dans des bâtiments du 2 au 12 et du 9 au 17 de la perspective Izmaïlovski dans le quartier de l'Amirauté. Certains d'entre eux sont encore visibles.

## Histoire chronologique

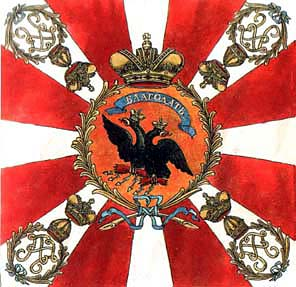
Le drapeau du régiment de la garde Izmaïlovski

- 22 septembre : le régiment est créé sous le nom de régiment de la garde Izmaïlovski
- 1737-1739 : participe à la guerre russo-turque,
- 1739 : participe à la prise de Khotyn,
- 1742 : combat en Finlande, participe à la bataille de bataille de Gammelstad
- 1788 : participe aux combats d'Ochakov, Bendery et Brailov
- 1780-1790 : prend part à la guerre russo-suédoise
- 1805 : les premier et troisième bataillons s'illustrent par leur bravoure à la bataille d'Austerlitz
- 1807 : participe aux batailles de Guttstadt, Friedland
- 1808-1809: prend part à la guerre russo-suédoise
- 1812 : présent à la  bataille de Borodino
- 1812 : lors de la bataille de Maloyaroslavets, le régiment fut positionné en soutien sur la route de Kalouga
- 1813 : durant la campagne d'Allemagne, il prend part aux batailles de Lützen, Bautzen, Kulm et Leipzig
- 1814 :  participa à la bataille de La Rothière,
- 1814 : Prit part à la prise de Paris,
- 1814 : le régiment quitta Paris pour la Normandie où, le 15 juin  il embarqua à Cherbourg, en août, les troupes furent débarquées à Cronstadt puis firent leur entrée à Saint-Pétersbourg. À cette occasion, en récompense des excellents services rendus par le régiment Izmaïlovski entre 1812 et 1814, Alexandre Ier ordonne la construction d'un arc de triomphe en son honneur,
- 1815 : pris part à la campagne de France de 1815,
- 1826 : le 1er bataillon fut envoyé à Moscou pour le couronnement de l'empereur Nicolas Ier,
- 1828-1829 : participe à la guerre russo-turque
- 1831 puis 1863-1864 : fait partie des deux expéditions russes envoyées par le tsar pour écraser les deux tentatives insurrectionnelles des patriotes polonais
- 1877-1878: participe à la guerre russo-turque
- 12 octobre 1877 : prend part à la bataille de la montagne Dobroudja,
- Novembre 1877 : participe à la bataille de Tachkesse,
- Décembre 1877 : s'illustre au siège de Plevna,
- Décembre 1877 : impliqué dans la campagne des Balkans,
- 1914-1918 : au cours de la Première Guerre mondiale participa à la bataille de Lublin, à la bataille de Varsovie, les opérations d'Ivangorod, Częstochowa, Cracovie, Vilna, Kovel, Volynie, Galicie[4].
- décembre 1918 : dissolution du régiment Izmaïlovski.

## Récompenses et décorations

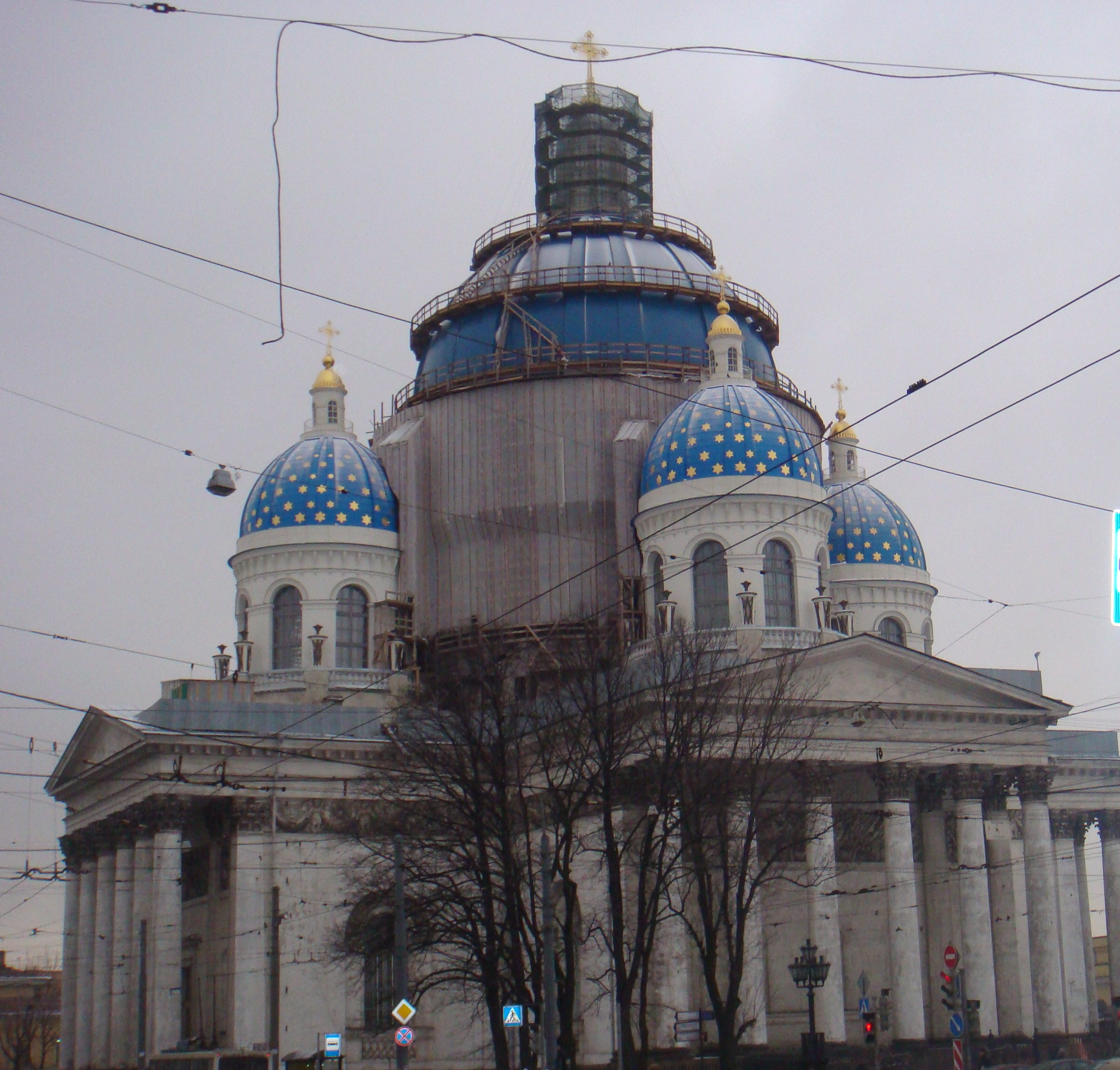
Cathédrale de la Trinité dédiée au régiment Izmaïlovski, le dôme détruit par un incendie le 25 août 2006 fut restauré en en mars 2009

- La bannière de Saint-Georges avec l'inscription En récompense de la défaite et de l'expulsion de l'ennemi hors des frontières de Russie en 1812, en outre, il lui fut remis la croix de Saint-André ;
- Distinction de Saint-Georges avec l'inscription Pour la bataille de Kulm 17 août 1813 ;
- Deux trompettes d'argent et le monogramme A de l'impératrice Anne Ire de Russie décernées au régiment pour la prise d'Otchakov en 1737 ;
- Un insigne porté en broche sur les chapeaux puis sur les casquettes avec l'inscription Pour la bataille de la montagne Dobroudja 12 octobre 1877 fut décerné au régiment Izmaïlovski[4].
- La cathédrale de la Sainte-Trinité fut construite en l'honneur du régiment Izmaïlovski, et consacrée le 23 juillet 1733[5]

## Particularismes régimentaires
- le jour de fête régimentaire  était celui de la Sainte Trinité ;

- Particularité physique : chaque soldat du régiment devait avoir les cheveux noirs et ceux de la première compagnie devaient, en outre, porter la barbe.

## Description de l'insigne régimentaire
En 1910, l'insigne du régiment Izmaïlovski représentait la croix de Saint-André en émail bleu sur lequel était apposé le monogramme d'or A, chiffre de l'impératrice Anne Ire, fondatrice du régiment. La couronne impériale est posée sur deux rubans rouges. Au centre du A, le monogramme d'or N, (en alphabet cyrillique : Н)  de l'empereur Nicolas II alors chef du régiment, sous la croix de Saint-André le chiffre 1730, année de création du régiment Izmaïlovski.

## Chefs du régiment Izmaïlovski

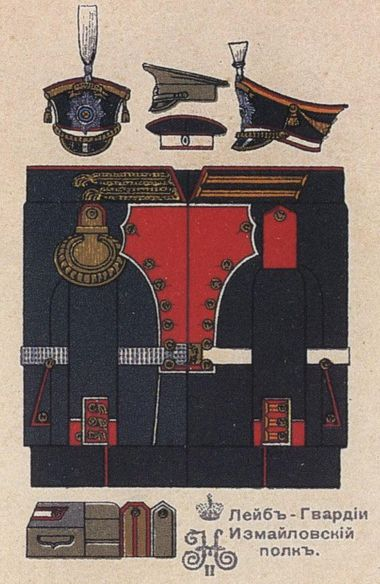
Uniforme du régiment en 1910

- 22 septembre 1730-30 avril 1735 : adjudant-général puis lieutenant-général Karl Gustav von Löwenwolde ;
- 30 avril 1735-25 novembre 1740 : impératrice Anne Ire de Russie ;
- 10 novembre 1740-25 novembre 1741 : empereur Ivan VI de Russie ;
- 25 novembre 1741-25 décembre 1761 : impératrice Élisabeth Ire de Russie ;
- 15 décembre 1761-28 juin 1762 : empereur Pierre III de Russie ;
- 28 juin 1762-6 novembre 1796 : impératrice Catherine II de Russie ;
- 7 octobre 1796-novembre 1796 : empereur Paul Ier de Russie ;
- 7 novembre 1796-28 mai 1800 : grand-duc Constantin Pavlovitch de Russie ;
- 28 mai-18 février 1805 : grand-duc Nikolaï Pavlovitch de Russie.

## Commandants du régiment Izmaïlovski

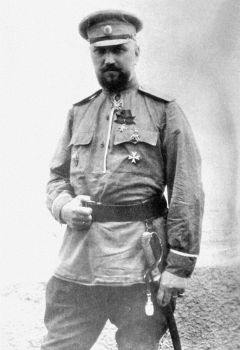
Le major-général Boris Vladimirovitch Gueroua (1876-1942), commandant du régiment Izmaïlovski de 1915 à 1916

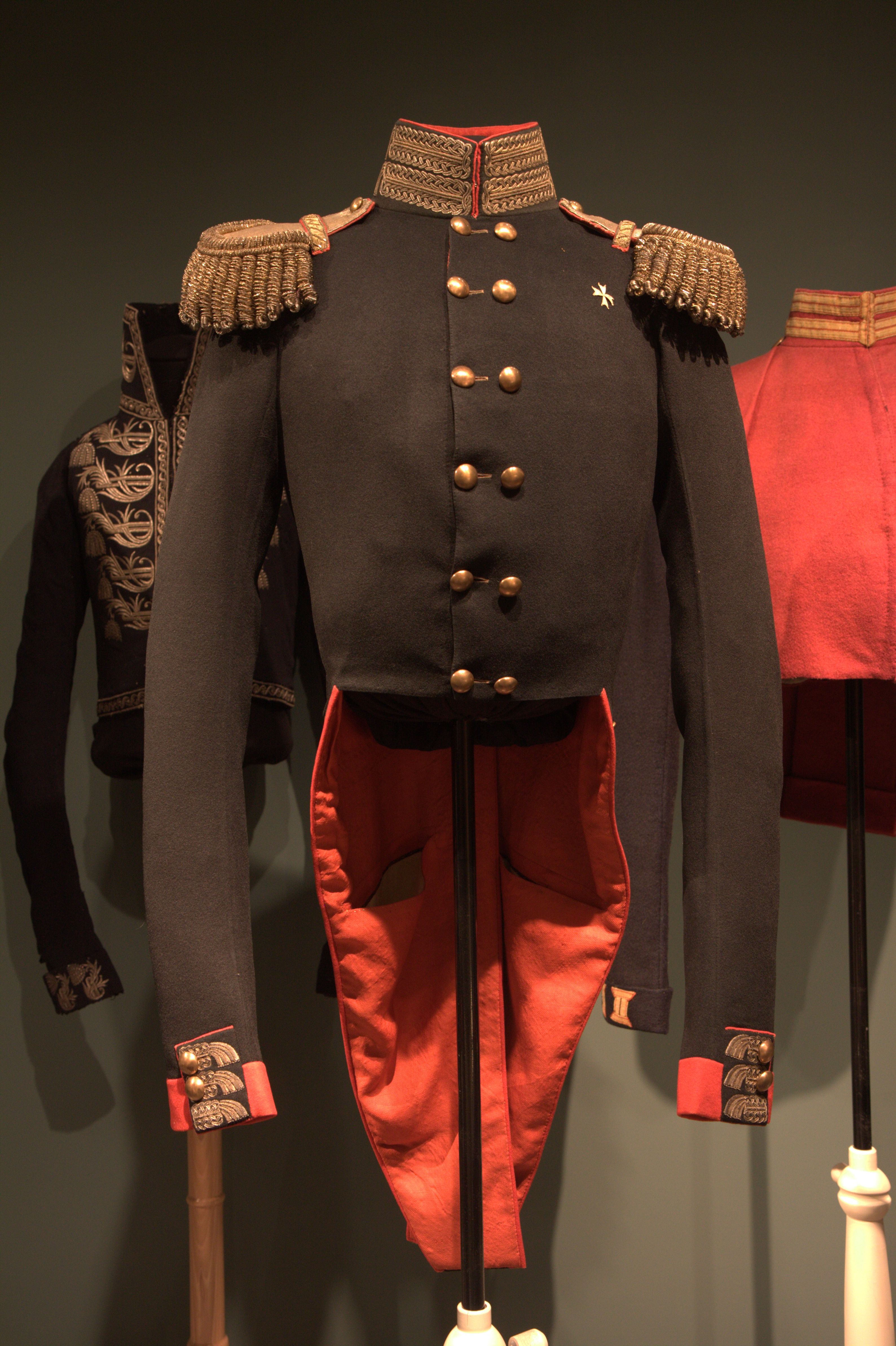
Uniforme d'officier du régiment Izmaïlovski (1812-1817)

- 3 juin 1799-28 janvier 1808 : major-général puis lieutenant-général Piotr Fiodorovitch Malioutine ;
- 28 janvier 1808-29 octobre 1811 : major-général Pavel Iakovlevitch Bachoutski ;
- 29 octobre 1811-30 août 1818 : colonel puis lieutenant-général Matveï Ievgrafovitch Khrapovitski ;
- 30 août 1818-30 novembre 1821 : major-général Stepan Stepanovitch Strekalov ;
- 30 novembre 1821-14 mars 1825 : général Pavel Petrovitch Martynov ;
- 14 mars 1825-20 mai 1826 : colonel Louka Alexandrovitch Simanski ;
- 20 mai 1826-14 mai 1833 : major-général puis lieutenant-général Nikolaï Petrovitch Annenkov ;
- 14 mai 1833-29 mars 1836 : major-général Alexandre Ivanovitch Timrot ;
- 29 mars 1836-25 décembre 1837 : major-général Nikolaï Nikolaïevitch Annenkov ;
- 25 décembre 1837-31 octobre 1847 : général Semion Petrovitch Stepanov ;
- 31 octobre 1847-6 décembre 1849 : major-général puis lieutenant-général Ardalion Dmitrievitch Ignatiev ;
- 6 décembre 1849-31 décembre 1854 : major-général Alexandre Pavlovitch Kozlov ;
- 26 janvier 1855-24 avril 1859 : général Sergueï Iegorovitch Kouchelev ;
- 24 avril 1859-9 septembre 1862 : major-général Alexandre Romanovitch Drenteln ;
- 9 septembre 1862-14 avril 1868 : major-général Konstantin Karlovitch Reïbnits ;
- 14 décembre 1868-21 avril 1876 : général Alexandre Bogdanovitch Gelfreïkh ;
- 21 avril 1876-29 décembre 1877 : major-général Nikolaï Veniaminovitch Ellis ;
- 29 décembre 1877-12 février 1890 : major-général Georgi Konstantinovitch Maklakov ;
- 12 février 1890-30 janvier 1893 : major-général Georgi Robertovitch Vasmund ;
- 30 janvier 1893-21 mai 1898 : major-général Alexandre Alexandrovitch Evreïnov ;
- 21 mai 1898-27 juillet 1900 : major-général Nikolaï Pavlovitcj Akimovitch ;
- 27 juillet 1900-16 juillet 1904 : major-général Konstantin Adolfovitch Jelita von Wolski ;
- 16 juillet 1904-11 février 1908 : major-général Alexandre Nikolaïevitch Poretski ;
- 11 février 1908-24 décembre 1913 : major-général Nikolaï Mikhaïlovitch Kiselevski ;
- 24 décembre 1913-18 mai 1915 : major-général Vassili Alexandrovitch Kouglevski ;
- 19 mai 1915-14 juillet 1916 : major-général Boris Vladimirovitch Gueroua ;
- 14 juillet 1916-28 avril 1917 : major-général Nikolaï Nikolaïevitch Schilling ;
- 28 avril 1917-25 septembre 1917 : colonel Piotr Alexandrovitch Vedeniapine ;
- 25 septembre 1917-18 décembre 1917 : colonel Vladimir Kornilovitch Sokolov[4].

## Personnalités ayant servi au régiment Izmaïlovski

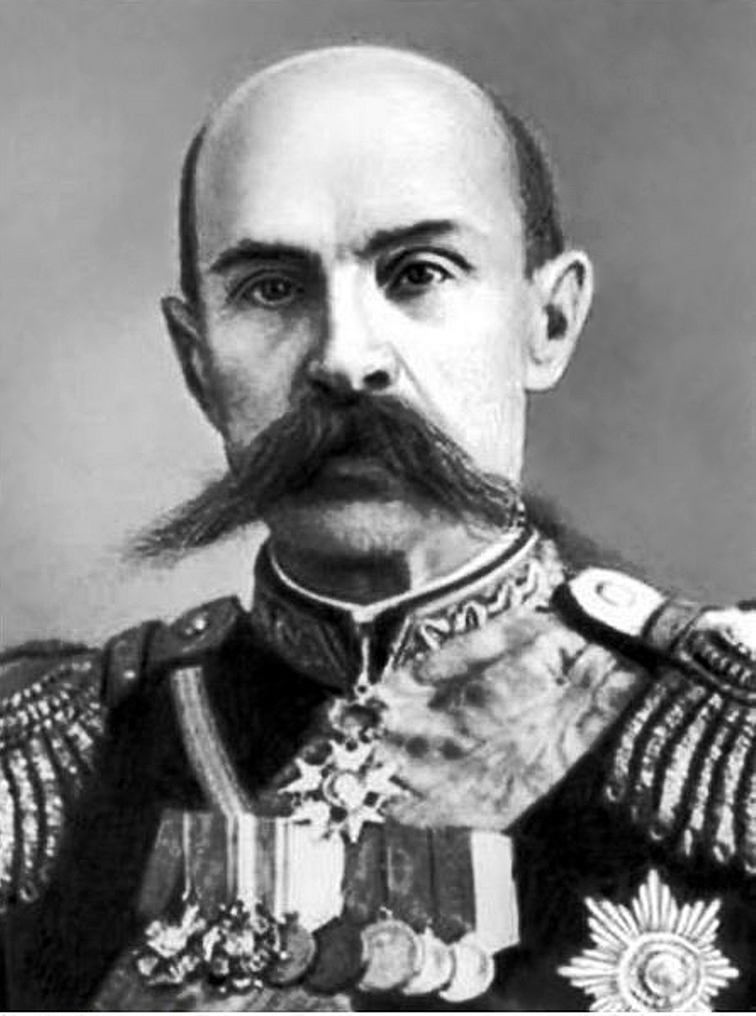
L'adjudant-général Alexandre Alexandrovitch Kozlov, en service dans le régiment Izmaïlovski de 1855 à 1861

- Pavel Trofimovitch Baranov : (1815-1864), comte et major-général, il fut affecté au régiment Izmaïlovski en 1833, gouverneur de Tver[6] ;
- Edouard Trofimovitch Baranov : (1811-1884), comte,  général d'infanterie, il reçut son affectation pour servir au régiment d'Izmaïlovski en 1829, en 1852, il fut nommé commandant du régiment Préobrajensky, membre du Conseil d'État, l'un des auteurs du Règlement général des chemins de fer russes, proche collaborateur d'Alexandre II de Russie[7] ;
- Nikolaï Soulyma.
- Mikhaïl Leontievitch Boulatov : (1760-1825), il servit au régiment Izmaïlovski de 1776 à 1781, lieutenant-général, héros des guerres russo-turque sous le règne de Catherine II de Russie, il exerça le commandement militaire lors de la guerre russo-suédoise de 1808-1809, commandant en chef lors des guerres napoléoniennes[8] ;
- Nikolaï Ivanovitch Wolf : (1811-1881), lieutenant-général, il prit part à la guerre du Caucase ;
- Alexandre Alexandrovitch Kozlov : (1837-1924), sous les ordres de son père, le major-général Alexandre Pavlovitch Kozlov, il servit au régiment Izmaïlovski de 1855 à 1861, général de cavalerie, adjudant-général, gouverneur de Moscou et de Saint-Pétersbourg.

## Association Union Izmaïlovtsev
Certains officiers exilés ayant servi au régiment Izmaïlovski fondèrent le 25 mars 1922 à Paris l'Union Izmaïlovtsev (Soïouz Izmaïlovtsev - Союз Измайловцев). En septembre 1930, cette association comptait dans ses rangs 72 personnes (dont 32 en France - 17 en Serbie, 12 en Finlande). En 1951, on dénombrait 40 personnes.

## Pertes lors de la Première Guerre mondiale et de la guerre civile
Les membres de la famille impériale en service dans les régiments de la Garde impériale ne sont pas comptabilisés dans le nombre d'officiers tués au cours ces périodes de guerre.
- 30 officiers du régiment de la garde Izmaïlovski furent tués sur le Front de l'Est au cours de la Première Guerre mondiale.
- 20 officiers furent tués où décédèrent des suites de leurs blessures ou de maladies diverses au cours de la guerre civile russe (1917-1922).
- 17 officiers furent assassinés au cours de la Terreur rouge[9].

## À noter
Major-général Alexandre Nikolaïevitch Poretski (1873-1915) commandant du régiment Izmaïlovski de 1904 à 1908 repose dans la cathédrale de la Trinité du régiment de la garde Izmaïlovski à Saint-Pétersbourg.

### Source
- Znosko-Borovsky N. Histoire du Régiment de la Garde Izmaïlovski. (1730-1880), réimprimé en 1882. Saint-Pétersbourg. Édition Alfaret. 2008.